# De Weerth
De Weerth ist eine Form des Familiennamens Werth, der sich aus der Orts- und Flurbezeichnung Werth entwickelt hat.
Eine gemeinsame Herkunft der Namensträger ist aufgrund der häufigen Verwendung des Flurnamens im deutsch/niederländischen Sprachraum nicht eindeutig festlegbar. Es deutet aber einiges darauf hin, dass die Besitzer und zugezogenen Knechte und Mägde der 1466 erstmals urkundlich erwähnten Hofschaft Werth an der Wupper im Wuppertaler Ortsteil Barmen sich den Herkunftsnamen de weerth oder im Weerth gaben und zumindest die in der Region wirkenden Namensträger dort herstammten.

## Bekannte Namensträger
- August de Weerth (1832–1885), deutscher Bankier
- Peter de Weerth (Politiker) (1694–1763), deutscher Kaufmann und Politiker, Bürgermeister von Elberfeld
- Peter de Weerth (Kommerzienrat) (1767–1855), deutscher Kaufmann und Großgrundbesitzer
- Werner de Weerth (Politiker, 1653) (1653–1738), deutscher Politiker, Bürgermeister von Elberfeld
- Werner de Weerth (Politiker, 1741) (1741–1799), deutscher Politiker, Bürgermeister von Elberfeld
- Wilhelm de Weerth (1866–1943), Stadtverordneter und Mitglied des rheinischen Landtages, ließ die Villa de Weerth erbauen